# Antônio Montalvão
Antônio Lopo Montalvão (Januária, 17 de junho de 1917 – Montalvânia, 1992) foi um político, escritor, poeta, arqueólogo e esotérico brasileiro, estudioso autodidata de filosofia, religião, mitologia, história universal e ciências naturais, desbravador e fundador da cidade de Montalvânia, no extremo norte de Minas Gerais.
De suas andanças como tropeiro que comerciava com couro, toucinho e algodão pelo norte de Minas, passando pelo pioneirismo e a audácia com que enfrentou o coronelismo regional ao erguer a cidade de Montalvânia, pela qual sonhou refundar a pólis grega em pleno sertão mineiro, dando às ruas e avenidas da cidade os nomes de cientistas, filósofos, guerreiros e santos de todas as religiões, Antônio Montalvão construiu uma biografia singular sob muitos aspectos. Tornou-se fazendeiro, político, filósofo e arqueólogo autodidata, esotérico que acreditava na paz e na concórdia universais, e chegou a ser uma das personalidades mais fascinantes e polêmicas do cenário sociopolítico daquela região de Minas entre os anos 1950 e início dos anos 1990, quando faleceu aos 75 anos de idade. Nessa altura, há muito já havia consolidado sua trajetória de personagem lendário, visto ora como louco, ora como herói, integrado ao imaginário popular e cantado em literatura de cordel, cujo legado tem inspirado artigos e teses acadêmicas em áreas tão diversas como sociologia, arqueologia, educação, história social e até o esoterismo e a religião nas suas conexões com as artes visuais.

## Infância e juventude
Antônio Montalvão nasceu em 13 de junho de 1917, no distrito de Nhandutiba, então pertencente ao município de Januária, Minas Gerais — atualmente, faz parte do município de Manga. Foi o quarto filho, numa prole de oito, da união extraconjugal de Cecílio Lopo Montalvão e Maria Délia Pires.
Seu pai era filho do Coronel Joaquim Lopo Montalvão e neto do primeiro Montalvão, o patriarca da família, português que chegou à Região do Médio São Francisco no final do século XVIII ou início do século XIX.
Cecílio Montalvão se casara legitimamente aos 22 anos e tinha já sete filhos quando se uniu a Maria Délia, moça simples da cidade de Cocos, Bahia. Quando esta engravidou do primeiro filho, seu pai obrigou Cecílio a se responsabilizar pela criança, não levando em conta seu estado civil, o que fez com que ele trouxesse a nova mulher para Manga. A mulher anterior acabou por abandonar o marido e a fazenda, indo viver em Manga com uma filha. A fazenda foi então ocupada por Cecílio com a nova família, e ali nasceria Antônio Montalvão. Aprendeu música antes da alfabetização, uma vez que o pai mantinha na propriedade um maestro e uma pequena orquestra. Alfabetizou-se numa escola instalada na fazenda, seguindo com os estudos regulares apenas até o terceiro ano primário. (RIBEIRO, 2001. Veja também AZEVEDO, 2002).
Depois de uma série de desavenças envolvendo membros das duas famílias constituídas por Cecílio, este se muda para Trindade, Goiás, com Maria Délia e as crianças. Os filhos mais velhos permanecem em Manga, inclusive Montalvão, que só depois vai se juntar à mãe, que se mudara de Trindade para Goiânia após a morte do marido. Aos 22 anos de idade, já em Goiânia, após se envolver numa briga que culminou na morte do seu desafeto, capataz e protegido de um influente chefe político local, Montalvão retorna a Manga, onde permanece sob a proteção de amigos. Sempre que uma carta precatória chegava pedindo sua prisão, era forçado a escapar para o mato. A solução foi abandonar a cidade. Tomando emprestada a certidão de nascimento do amigo Leonardo Lessa Marinho, cujo nome civil assumiu, viajou para Xique-Xique (BA) e daí foi para Recife.
Do Recife se mudou para Porto Alegre, onde planejou viajar ao Oriente, tencionando chegar à Índia via Londres. O trajeto não foi além de Buenos Aires, onde permaneceu por dois anos. Nesse período, ganhou a vida como tradutor, professor de português, e trabalhou como contador para dois comerciantes judeus.
Só retorna a Manga em 1949, aos 32 anos de idade. Depois de dez anos de ausência consta que voltou muito diferente, letrado e culto, com vocabulário requintado e fala articulada, fluente em espanhol e inglês. Tendo em mente um ideal, que expôs de modo conciso num artigo que escreverá, mais tarde, num jornal: "No meu tempo de rapaz, estava na Argentina, mas olhei para trás e vi passar o tempo, então resolvi voltar aos meus pagos para fazer algo que ficasse marcado na minha passagem pela vida".

## Carreira política
Ao retornar da Argentina se estabelece como comerciante em sociedade com Osório Marinho, seu cunhado. O empório que inauguram em São Sebastião dos Poções, distrito de Manga, batizado Casa do Camponês, assume, aos olhos dos mandatários municipais, um viés político, de caráter "socialista", diverso das práticas adotadas nos barracões dos coronéis. Segundo os estudiosos que se debruçaram sobre as transformações sociopolíticas ocorridas na cidade de Manga naquele período, a Casa do Camponês foi o deflagrador do conflito entre Montalvão e o que ele denominava de "caciquismo". Contrariando o domínio econômico dos coronéis, que monopolizavam o comércio atacadista e varejista local utilizando como estratégias a venda a prazo por preços mais elevados, tendo como garantia de pagamento a colheita dos camponeses ou o desconto nos seus salários, o que os mantinha a todos em situação de eterno endividamento e dependência de suas famílias aos barracões, Montalvão implantou um modelo de comércio inexistente na região até aquele momento: pôs em prática um sistema cooperativo, pelo qual comercializava a baixo custo os produtos vendidos por pequenos produtores, assim abastecendo não só a população mais pobre da cidade como a gente desassistida da zona rural.
Logo Montalvão se torna a principal força de oposição aos dois mais influentes chefes políticos locais, Domiciano Pastor Filho, mais conhecido como Coronel Bembém, e o Coronel João Alves Pereira. Tanto um como outro faziam parte, pelo matrimônio, da família Montalvão: o Coronel Bembém se casara com Maria Amarante Montalvão, filha legítima de Cecílio (portanto, irmã de Antônio Montalvão por parte de pai), e João Alves Pereira se casara com Olívia Lopo Nepomuceno, ambas bisnetas daquele primeiro Lopo Montalvão, português, que se estabelecera no Vale do São Francisco em fins do século XVII ou início do XIX.
Embora não fosse vocacionado para a política, as hostilidades de seus adversários em razão de suas práticas comerciais "socializantes" o levam a escolher um partido e entrar em acirrada disputa contra o caciquismo. A julgar por seus laços familiares, era de esperar que se filiasse ao partido dominante, o Partido Social Democrático (PSD), aliando-se aos coronéis Bembém e João Pereira. Em vez disso se filia ao Partido Republicano (PR) e inicia, já no final daqueles anos 1940, sua cruzada anticoronelista, dando início à oposição no município.
Em 1954, defendendo a ideia de que era preciso modernizar a cidade e melhorar as condições de vida da população, sobretudo a mais pobre, e se dizendo socialista, Montalvão entra na disputa pela prefeitura de Manga. A coligação partidária pela qual se candidata, denominada Aliança Libertadora Manguense, é formada por PR, União Democrática Nacional (UDN) e Partido Social Progressista (PSP). Para levar adiante sua campanha, conta com o apoio do distrito de São Sebastião dos Poções e da recém-criada Montalvânia. Seu adversário é o poderoso Coronel João Alves Pereira, para quem perde a eleição, fraudada por seus opositores. Não bastassem as fraudes, uma prática então comum, “o povo tinha medo de votar prá ele [Antônio Montalvão], que os Pereira e os Pastor pirsiguia o povo demais”, segundo relata uma testemunha. (apud RIBEIRO, 2001).  
Volta a se candidatar em 1958, e se elege dessa vez, vencendo o candidato da coligação PSD/Partido Trabalhista Brasileiro (PTB). O adversário derrotado, Raimundo Pastor, era filho do Coronel Domiciano Pastor e de Maria Amarante, filha legítima de Cecílio Montalvão, portanto, sobrinho de Montalvão por parte de mãe. A vitória só foi possível porque fora instituída uma Comarca Eleitoral em Manga no ano anterior, o que permitiu a presença do Poder Judiciário na fiscalização da eleição. O juiz Carlos Porfírio, titular da Comarca Eleitoral, declarou então: “Ele [Montalvão] ganhou porque não deixei dois mil mortos e analfabetos votarem, como era hábito”.

## Fundação de Montalvânia
Quando criou sua cidade ideal, Montalvão era um cético em todos os sentidos. Ateu, não acreditava em Deus nem no Diabo, só acreditava em si mesmo e nos heróis, santos e filósofos da Idade Antiga, por ele considerados ancestrais da humanidade. Não por acaso deu às ruas e praças da cidade os nomes de heróis e filósofos do passado, de cientistas, santos e sábios de todas as épocas. No traçado que fez, a Avenida Confúcio cruza com a Praça Cristo Rei, de onde parte a Rua Copérnico, cortada pela Rua Pasteur, que faz esquina com a Galileu Galilei, que também se encontra com a Rua Sócrates numa esquina, e assim por diante. Montalvão ironizava, dizendo ter reunido a “cambada toda”, para ver se acabavam com as divergências e entravam, afinal, num entendimento.
Antes de se candidatar a prefeito de Manga, o antagonismo político e a impossibilidade de fazer frente ao poder dos coronéis já o incomodavam. Insatisfeito com tal situação recorre ao apoio de familiares e, com financiamento do Banco do Brasil, adquire a Fazenda Barra do Cochá, situada em São Sebastião dos Poções, distrito de Manga. Era o começo da luta para criar a cidade dos seus sonhos.
Dedicou seus esforços, primeiramente, em melhorar as condições de São Sebastião dos Poções, buscando instalar luz elétrica, abrir escolas, ampliar o comércio. Porém, não demorou para que os coronéis começassem a opor obstáculos às iniciativas de desenvolvimento do distrito. Montalvão decidiu então dividir a Fazenda Barra do Cochá e distribuir lotes a camponeses locais e a famílias de fora que lá quisessem construir e se estabelecer.
A criação da cidade começa a se materializar em 1952, quando Montalvão, à frente de um grupo de trabalhadores braçais, faz abrir uma clareira na mata. A 22 de abril daquele ano inaugura oficialmente a cidade, esticando entre duas árvores uma faixa com os dizeres: Cidade de Montalvânia. A clareira então aberta daria lugar à Praça Cristo Rei, a principal de Montalvânia atualmente.
Dois anos depois, já empossado como prefeito, não consegue governar: os adversários obstruem sistematicamente suas iniciativas, na sede do município como fora dele. Montalvão então investe seus esforços em ampliar e melhorar as condições estruturais do vilarejo que crescia rapidamente ao longo das ruas traçadas por ele a partir daquela primeira clareira aberta a golpes de machado na Barra do Cochá. Não foi, portanto, meramente retórica a afirmação que veio a fazer depois: “Tracei meus pensamentos em forma de cidade” (AZEVEDO, 2002. Veja também RIBEIRO, 2001).
Sua ideia, ao traçar o plano da cidade (os primeiros riscos foram feito na tampa de uma caixa de papelão), era criar um lugar coletivo que viesse atender aos anseios dos pequenos agricultores e trabalhadores rurais, longe da dominação e da ingerência do velho coronelismo.
Abertas as primeiras ruas e praças, para morar lá bastava solicitar um lote ao fundador. Os primeiros a se fixar foram os trabalhadores que construíam a cidade. Com os primeiros moradores de recursos, fazendeiros, comerciantes, profissionais liberais etc, vieram os primeiros empregos: mão de obra para as novas construções e para as fazendas. Com a vinda desses últimos, atraídos pelas promessas do fundador, cresceram as críticas dos mais pobres, que o acusavam de só dar importância aos ricos, ao que ele respondia que estava atraindo o poder, isto é, o dinheiro, cujos benefícios eram necessários ao progresso e à modernização. Em pouco tempo Montalvânia contava com infraestrutura – água encanada, geração própria de energia, telefonia, hospital, escolas etc – considerada equiparável ou melhor do que a de Manga. (RIBEIRO, 2001).
A criação da cidade, bandeira política de toda a vida de Montalvão, se tornou a marca por excelência de uma política clientelista baseada na distribuição de terras e lotes, material de construção, incentivos e isenções fiscais, garantia de uma infraestrutura urbana básica, como o represamento do Cochá para a geração de energia, o asfaltamento de ruas, canalização de água, telefonia etc. As melhorias não obtidas por meio de suas relações políticas eram feitas à custa do próprio Montalvão (RIBEIRO, 2001, p. 61).  O asfaltamento da área central da cidade, nos anos 1970, só foi realizado porque Montalvão se dispôs a vender uma fazenda para custear a obra. (AZEVEDO, 2002).
Nessa altura, a cidade já estava há muito emancipada, longe da influência dos coronéis de Manga.

## Emancipação e ligação de Montalvânia a Brasília
Se a campanha à prefeitura já fora marcada por conflitos, as tensões entre os dois grupos só fizeram crescer após a posse do prefeito. O confronto culminou na tentativa de assassinato do juiz Carlos Porfirio, titular da Comarca Eleitoral recém-instalada em Manga, declarado suspeito, pelos coronéis, de haver favorecido Montalvão na contagem dos votos.
Com o argumento de que a tentativa de assassinar o magistrado era, na verdade, o início de uma ação que visava o aniquilamento de seu grupo político, e uma vez que era sua obrigação, como prefeito, zelar pelo patrimônio do município e garantir o bem-estar de sua população, Montalvão decide transferir a Prefeitura e a Câmara Municipal de Manga para Montalvânia, num episódio inusitado e espetacular que se tornou conhecido como “o sequestro da prefeitura”.
Embora revoltados com a mudança e a audácia do prefeito os coronéis não conseguiram impedir que a sede do município permanecesse em Montalvânia até junho de 1961. A devolução da prefeitura à sua cidade de origem só foi feita porque, em abril de 1961, a Câmara Municipal de Manga concedeu a Montalvão uma licença de seis meses para os preparativos de sua candidatura à Câmara Federal nas eleições de 1962, e o vice-prefeito, ao assumir a prefeitura, a devolveu a Manga (RIBEIRO, 2001). Consta que a devolução foi feita mediante um acordo que dava a emancipação a Montalvânia, o que ocorreu de fato em 1962, dez anos após sua fundação.
Com o início da construção de Brasília no decênio anterior, Montalvão já planejara unir as duas cidades por uma estrada que ia materializar um vínculo já existente: a capital, então símbolo da modernização do país, surgia como uma cidade planejada, erguida no meio do cerrado, tal como Montalvânia.
A abertura da estrada – batizada de Via Cochanina, posteriormente integrada à BR 030 – só seria concretizada em 1966. Seu traçado foi feito com a ajuda de um aviador estadunidense, Robert Scheib, residente em Montalvânia, dono de um teco-teco: orientado por Montalvão, Scheib fez um voo rasante de Montalvânia a Brasília, durante o qual Montalvão ia atirando saquinhos de cal para indicar aos homens em terra a direção onde a picada devia ser aberta.
Para popularizar a via e acelerar a integração das duas cidades, o próprio Montalvão, a bordo de uma picape Willys, passou um ano, de 1967 e 1968, transportando passageiros entre as duas cidades. O veículo ostentava uma faixa onde se lia: “Montalvânia/Brasília, um pulo de sapo”. (AZEVEDO, 2002. Ver também RIBEIRO, 2001).
Montalvão fundou também outras povoações na região: Monte Rei, Capitânia, Janaína e Juvenília. Esta última, emancipada, é atualmente também uma cidade. As demais são vilas em franco desenvolvimento. (AZEVEDO, 2002).

## O homem e a lenda
As lendas criadas pelo imaginário popular em torno de Montalvão começam com seu pai, Cecílio. Fanfarrão e boêmio, notório campeador de mulheres, dizia-se que para escapar de suas aventuras amorosas se valia de certos dons de feiticeiro: quando perseguido por pais furiosos ou maridos traídos, desaparecia, transformando-se em toco de pau. Segundo a crendice do povo, Montalvão teria herdado os dons sobrenaturais do pai. (RIBEIRO, 2001).
Na comemoração do 3º aniversário de Montalvânia, Montalvão doou uma imagem de São Jorge, padroeiro da cidade, à Igreja Católica Apostólica Brasileira, o que resultou numa denúncia contra ele pelo conservadorismo católico fiel à Igreja de Roma. O bispado regional aceitou a ideia dos coronéis de enviar à cidade um destacamento para impedir a festa. Um desentendimento entre Montalvão e o sargento que comandava o destacamento resultou em tiroteio e no ferimento do policial. Montalvão escapou e ficou foragido até que o processo fosse anulado por influência da Maçonaria. Desse episódio o povo difundiu a versão segundo a qual as balas do destacamento caiam no chão sem tocar o corpo de Montalvão, e que ele pudera desaparecer sem ser encontrado porque se transformara em toco de pau. (RIBEIRO, 2001. Veja também AZEVEDO, 2002).
Quanto mais crescia sua popularidade, mais aumentava a aura de poder sobrenatural em torno dele. Sempre que se achava em situação de perigo, e eram muitos, em razão da perseguição dos coronéis, dizia-se que escapava ileso, transmutado em toco de pau, saco de feijão ou em onça pintada. Sua ligação com o sobrenatural se manifestava ainda na figura de um touro branco que ele punha para desfilar livremente pelas ruas de Montalvânia. Era, segundo dizia, a reencarnação de Ápis, e ao passar ele próprio pelas ruas com o animal sagrado, fazia que os comerciantes fechassem as portas e os homens tirassem o chapéu. (RIBEIRO, 2001).

## A Bíblia de Pedra da Humanidade
Em meados da década de 1970, movido por sua curiosidade intelectual, Montalvão se torna um arqueólogo de campo amador, realizando prospecções nas grutas com inscrições e desenhos rupestres existentes na região de Montalvânia e Vale do Peruaçu, município de Januária.
Auxiliado por um mateiro conhecido como “João Geólogo”, levantou o extraordinário acervo arqueológico dos dois municípios, procurando explicar o mundo que descobria com suas ferramentas intelectuais de autodidata: as figuras dos paredões foram identificadas com referências mitológicas, como o Caduceu de Mercúrio, o Labirinto de Zeus ou com naves interplanetárias, de acordo com a versão de que os deuses teriam sido astronautas, ideia muito difundida naqueles anos 70 por um livro célebre de autoria de Erich von Däniken.
Em 1976, ao saber da presença de uma missão arqueológica francesa que trabalhava em Lagoa Santa (Minas Gerais) em conjunto com arqueólogos da Universidade Federal de Minas Gerais (UFMG), leva ao conhecimento dos estudiosos a existência dos sítios arqueológicos da região norte-mineira e incentiva seu levantamento por arqueólogos profissionais.
O esforço inicial de Montalvão resultou num estudo começado em 1981 e concluído em 1999, que envolveu, além da UFMG, órgãos governamentais diversos como CNPq, IEPHA,FAPEMIG e FINEP. A atuação da missão franco-brasileira levou o governo federal a criar uma Área de Proteção Ambiental (APA) na região, na qual se situa hoje o Parque Nacional Cavernas do Peruaçu, e em 1997 a UNESCO enviou peritos à região para verificar a conveniência de tombar o vale como Patrimônio da Humanidade.
Segundo André Prous, coordenador da missão, Montalvão estabelecera uma tipologia própria das inscrições rupestres: os peixes eram submarinos, os conjuntos de figuras tridáctilas eram esquadrilhas interplanetárias, os pés eram uma Hidra e assim por diante. Visionário e místico, acreditava também que Montalvânia fora erguida sobre as ruínas da civilização perdida de Atlântida, e que as inscrições e figuras das grutas podiam ser lidas como uma Bíblia de Pedra da Humanidade. Costumava acompanhar a equipe nas incursões pelos sítios e, dada a necessidade de adotarem um vocabulário comum, Prous passou a usar os mesmos termos de Montalvão. Este então quis saber se suas interpretações eram corretas, e o arqueólogo esclareceu que usava o linguajar dele para designar formas típicas, mas que seria difícil sustentar suas interpretações. A isso Montalvão respondeu com simplicidade, tranquilidade e segurança: “Bem, eu já contei a minha história, agora vocês que contem a sua.” (apud PROUS & RIBEIRO, 1996/1997).

## Publicações
De Montalvão: Antônio Montalvão lançou no início da década de 1970 cinco números da “Revista do Brasil Remoto”, de circulação regional, publicação do Instituto Filantropo Cochanino, fundado por ele. Nelas, divulgou o que considerava o “álbum mnemônico” e o “milenar acervo histórico de Montalvânia”. (Apud NARCISO, 2011, pág. 87. Ver também PROUS & RIBEIRO, 1996/1997).
Publicou os livros “Cordeiro Vestido de Lobo – Antificção das Ficções Sonambúlicas” (Editora Itatiaia), em 1973 (sob o pseudônimo de Lobo Marinho), e cinco anos depois, “Analogias do Naturalismo Universal”, nos quais contesta, de uma só vez, Lavoisier, Newton e Einstein. (NARCISO, 2011). Segundo Prous, são “dois livros ilegíveis, que poderíamos alcunhar de filosofia fantástica.” (PROUS & RIBEIRO, 1996/1997, pág. 86). Segundo um leitor mais paciente, “Cordeiro Vestido de Lobo” revela um mundo diferente daquele a que estamos habituados pelo nosso racionalismo e nossos métodos acadêmicos de chegar ao conhecimento. É o livro de um autodidata que, numa combinação de Física, Química, Biologia, Matemática e Mitologia, busca estabelecer, mediante argumentos e diagramas, uma relação entre a natureza animal, a vegetal e o universo sideral. (AZEVEDO, 2002,  pág. 242/3)
Sobre Montalvão: Além das referências em artigos e revistas, como a “Arquivos do Museu de História Natural”, da UFMG, dos estudos acadêmicos disponíveis na web e aqui utilizados como fonte, a história da cidade e do seu fundador é contada com rigor e abrangência em “Montalvão e Montalvânia – Não há como Esquecer”, de autoria de Almir Sabino de Azevedo (Brasília, 2002, Edição do Autor).  O livro traz pelo menos três poemas de Montalvão, dos poucos que são conhecidos.

## Últimos anos e morte
A partir de 1976, Antônio Montalvão se afasta da política e paulatinamente se isola da família e de amigos. O afastamento e a reclusão se deram em consequência da perda de liderança do seu grupo político, quando este é derrotado nas eleições daquele ano para o grupo opositor. Ao deixar seu último cargo como prefeito, lacrara a prefeitura, negando-se a empossar o candidato eleito, sob a acusação de que fraudara as eleições. As práticas do velho coronelismo de Manga, portanto, contaminaram a política em Montalvânia de alguma forma.
A partir daí, o isolamento de Montalvão só aumenta. Alguns dos filhos, então casados, viviam para a Bahia ou Brasília, e a esposa residia com outros em Belo Horizonte. Em abril de 1992, Montalvão foi encontrado morto numa rede, na varanda do Instituto Filantropo Cochanino, no alto do Monte Lopino, à margem do rio Cochá. Ali vivera os últimos anos, se alimentando basicamente de frutas e cercado de gatos, que julgava serem encarnações de divindades hindus, com os quais conversava. (NARCISO, 2011).

## Ligações Externas
- http://montalvania.mg.gov.br/site/antonio-montalvao/
- http://www.icmbio.gov.br/portal/visitacao1/unidades-abertas-a-visitacao/8642-o-parque-nacional-cavernas-do-peruacu